# Neula

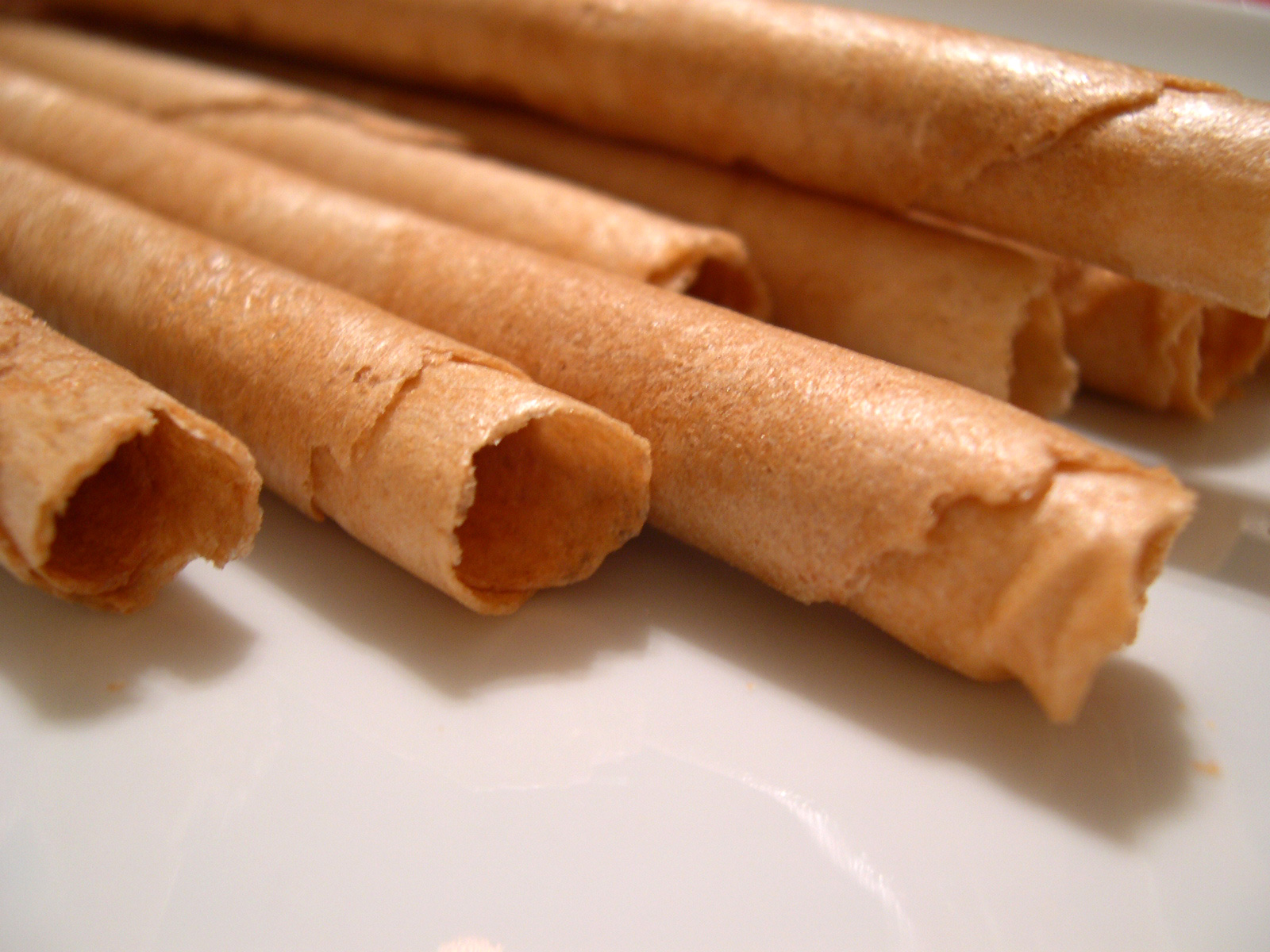
Neulas.

La neula (plural en catalán: neules) es un postre crujiente y dulce muy similar al barquillo que se consume sobre todo durante las fiestas de Navidad en toda España.

## Características
Su nombre proviene de la palabra nebula (latín) que significa niebla. Hay documentos que muestran que es un dulce que apareció con anterioridad al turrón. Su aspecto es similar al de los barquillos (alargado en forma de tubo) pero su textura y sabor son ligeramente distintos.
La consistencia de las neulas es menos densa que la de los barquillos, por lo que se acostumbran a romper con más facilidad.
La masa de las neulas suele elaborarse con harina, azúcar, clara de huevo, mantequilla y piel de limón. Hay quien también les añade vainilla. Pueden comerse solas o acompañar a dulces como la crema catalana, sorbetes, helados, etc.